# شمشیر دیو
شمشیر دیو (انگلیسی: Sword of the Beast) فیلمی در ژانر جیدایگکی به کارگردانی هیدئو گوشا است که در سال ۱۹۶۵اکران شد. از بازیگران آن می‌توان به گو کاتو، شیما ایواشیتا، میکیجیرو هیرا و کونیه تاناکا اشاره کرد.